# Koffoleania
Koffoleania is een geslacht van vlinders van de familie uilen (Noctuidae).

## Soorten
- K. michaellae Laporte, 1977
- K. michellae Laporte, 1977